# Зевс з мису Артемісіон
37°59′20″ пн. ш. 23°43′56″ сх. д. / 37.988889° пн. ш. 23.732222° сх. д.
Зевс з мису Артемісіон (або Бог з мису Артемісіон) — уславлений зразок бронзової скульптури Стародавньої Греції, що зберігається в Національному археологічному музеї Афін.

## Знахідка
Знахідка скульптури зроблена випадково. Пірнальники за губками знайшли її в морі на північ від остова Евбея у 1926 році. Спочатку підняли уламок руки скульптури, а потім і її саму.
В 1928 році на місці знахідки проведені археологічні розкопки, де знайдені залишки потонулого човна та деякі речі з нього. Човен датують II століттям до н. е., хоча перевозив він вантажі 300-річної на той час давнини. Розкопки в морі були проведені без дотримання безпеки і покинуті через смерть дослідника — водолаза від декомпресії.
За припущеннями, човен був римським, що перевозив вантажі і твори грецького мистецтва до Риму.

## Опис скульптури
Бронзова скульптура відтворює невідомого бога давньогрецького пантеону у повний зріст. Фігура оголена, практично не має пошкоджень, її зріст перевищує середній зріст звичної людини і дорівнює 210 сантиметрів. Брови створені зі срібла і доповнені карбуванням. Губи бога і грудні соски зроблені з червонуватої  міді, як це характерно і для інших оригіналів 5 століття до н. е. Втрачені інкрустації очей, відомі за іншими зразками скульптур тої доби (голова філософа з Антикітерського човна, Вояки з Ріаче) та річ, що тримав невідомий бог в правій руці. Хоча втрачені деталі очей не псують виразу величі і зосередженості на обличчі скульптури.

## Гіпотези щодо назви

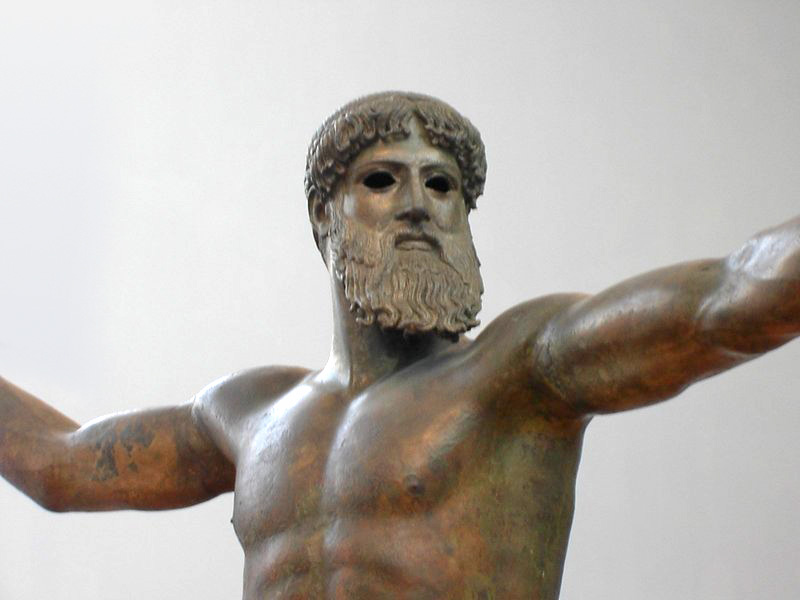
Голова бронзового бога

Суперечки щодо назви фігури розпочалися через втрату характерного атрибуту в правій руці скульптури. Переважають дві думки. Якщо в руці був тризубець, то це бог морів Посейдон. Якщо в руці був жмут блискавок, то це верховний бог греків — Зевс.
Розпочалися пошуки аналогій в інших джерелах — серед близьких за часом скульптур, серед збережених зображень у вазопису. Найменше доказів, що в руці невідомого бога було знаряддя Посейдона, бо воно затуляло обличчя скульптури, що було неприпустимо в ту добу. На користь гіпотези, що бронзова скульптура відтворює Зевса, працюють численні скульптури стародавніх греків з використанням абсолютно подібної же композиції.
Дискусії точилися і через проблему авторства. Серед названих імен — скульптор Каламід з Беотії, що виготовляв мармурові і бронзові скульптури богів, Онатас з Егіни та Мирон (скульптор).

## Місце в сучасній культурі
Бронзова скульптура Зевса з мису Артемисіон стала справжньою родзинкою Національного археологічного музею Афін. Обличчя скульптури відтворене на поштовій марці та на банкноті у 1 000 драхм. Обличчя скульптури стало основою для створення гриму в декількох кінострічках.
З фігури Зевса з мису Артемисіон зроблено декілька металевих копій, одна з яких передана від уряду Греції в офіс ЮНЕСКО.